# 今井田駅
今井田駅（いまいだえき）は、広島県広島市安佐北区可部町今井田に存在した西日本旅客鉄道（JR西日本）可部線の駅（廃駅）。
可部線非電化区間（可部 - 三段峡間）の廃線に伴い、2003年（平成15年）12月1日に廃止された。

## 歴史
- 1956年（昭和31年）
  - 11月19日：国鉄可部線の今井田仮乗降場として開業[1]。
  - 12月20日：今井田駅に昇格[1]。旅客駅[1]。気動車の旅客のみを取り扱う駅員無配置駅[2]。
    - 当時の所在地表示は広島県安佐郡可部町今井田であった。
- 1972年（昭和47年）9月1日：国鉄（→JR）の特定都区市内制度が広島市に導入されたが、当駅は「広島市内」の駅から除外される[3][注釈 1]。
- 1973年（昭和48年）5月1日：国鉄（→JR）の特定都区市内制度における「広島市内」の駅となる[4]。
- 1987年（昭和62年）4月1日：国鉄分割民営化によりJR西日本が継承[1]。
- 2003年（平成15年）12月1日：廃止。

## 駅構造
1面1線の単式ホームのみを持つ地上駅。無人駅で駅舎はなく、線路の南側に設置されたホームの上に待合所があるだけであった。

## 利用状況
以下の情報は、広島市統計書及び広島市勢要覧に基づいたデータである。
| 年度               | 1日平均 乗車人員 | 年度毎 総数 | 定期券 総数 | 普通券 総数 |
| ------------------ | ---------------- | ----------- | ----------- | ----------- |
| 1968年（昭和43年） | 179.6            | 131,118     | 111,392     | 19,726      |
| 1969年（昭和44年） | 168.9            | 123,291     | 105,376     | 17,915      |
| 1970年（昭和45年） | 150.7            | 110,040     | 94,606      | 15,434      |
| 1971年（昭和46年） | 139.8            | 102,302     | 82,596      | 19,706      |
| 1972年（昭和47年） | 132.5            | 96,746      | 79,154      | 17,592      |
| 1973年（昭和48年） | 139.1            | 101,528     | 77,218      | 24,310      |
| 1974年（昭和49年） | 138.7            | 101,225     | 74,040      | 27,185      |
| 1975年（昭和50年） | 134.7            | 98,608      | 68,616      | 29,992      |
| 1976年（昭和51年） | 121.2            | 88,458      | 58,212      | 30,246      |
| 1977年（昭和52年） | 119.3            | 87,092      | 59,326      | 27,766      |
| 1978年（昭和53年） | 97.1             | 70,900      | 51,940      | 18,960      |

以上の1日平均乗車人員は、乗車数と降車数が同じであると仮定し、年度毎総数を365（閏年が関係する1971・1975年は366）で割った後で、さらに2で割った値を、小数点第二位で四捨五入。小数点一位の値にした物である。
| 年度                | 1日平均 乗車人員 |
| ------------------- | ---------------- |
| 1979年（昭和54年）  | 92               |
| 1980年（昭和55年）  | 85               |
| 1981年（昭和56年）  | 60               |
| 1982年（昭和57年）  | 57               |
| 1983年（昭和58年）  | 55               |
| 1984年（昭和59年）  | 50               |
| 1985年（昭和60年）  | 49               |
| 1986年（昭和61年）  | 52               |
| 1987年（昭和62年）  | 53               |
| 1988年（昭和63年）  | 45               |
| 1989年（平成 元年） | 40               |
| 1990年（平成02年）  | 37               |
| 1991年（平成03年）  | 43               |
| 1992年（平成04年）  | 37               |
| 1993年（平成05年）  | 28               |
| 1994年（平成06年）  | 29               |
| 1995年（平成07年）  | 24               |
| 1996年（平成08年）  | 24               |
| 1997年（平成09年）  | 22               |
| 1998年（平成10年）  | 22               |
| 1999年（平成11年）  | 16               |
| 2000年（平成12年）  | 12               |
| 2001年（平成13年）  | 10               |
| 2002年（平成14年）  | 11               |
| 2003年（平成15年）  | 10               |

## 駅周辺
駅の北側を広島県道267号宇津可部線が通っている。駅の南側を太田川が流れており、駅のすぐ東側にある筒瀬橋（赤色の吊橋）か下流にある安佐北大橋（広島県道269号今井田緑井線になっている）で対岸の広島市安佐北区安佐町筒瀬に渡ることができる。
- 広島交通「今井田」停留所

## 現状
待合所は閉鎖され、駅名標が撤去されている。

## その他
- 今井田駅は1986年（昭和61年）3月21日に発売された河合その子のシングル「青いスタスィオン」（作詞 / 秋元康、作曲＆編曲 / 後藤次利）のPVロケ地となった。また、テレビ新広島で放映していた「河合その子 コンサートツアー 風船旅行」（1986年9月13日(土)PM5:00〜 広島郵便貯金ホール）のCMも、同駅で撮影した映像が使われていた。

## 隣の駅
西日本旅客鉄道（JR西日本）
可部線
河戸駅 - 今井田駅 - 安芸亀山駅